# Secret Weapons of the Luftwaffe
Secret Weapons of the Luftwaffe (kurz SWOTL) ist eine Flugsimulation, die im Jahr 1991 bei Lucasfilm Games unter der Leitung von Lawrence „Larry“ Holland programmiert wurde.
Das Spiel erschien für MS-DOS Personal Computer und war der Nachfolger von Their Finest Hour. Es wurde zunächst auf vier 3,5"-Disketten ausgeliefert; 1992 gehörte es neben The Secret of Monkey Island zu den ersten Spielen, die von LucasArts auf CD-ROM gepresst wurden.
Der Titel des Spiels bezieht sich auf die im Spiel simulierten „Geheimwaffen“ der deutschen Luftwaffe im Zweiten Weltkrieg, womit frühe Düsenjäger, Nurflügler und die V-Waffen gemeint sind. Das Spiel war eines der ersten, welches sich mit solchen Flugzeugtypen befasste.

## Spielinhalt
Der Spieler steigt in die Rolle eines Kampfpiloten der US Army Air Forces oder der deutschen Luftwaffe. Er steuert ein virtuelles Kampfflugzeug und muss die ihm vorgegebenen Missionsziele erreichen, um Punkte und Auszeichnungen zu erhalten. Die wählbaren Missionstypen umfassen Bodenangriffe, Freijagd, Patrouillen, Abfangjagden und Begleitschutz.
Eine Besonderheit des Spiels ist der Karrieremodus. Dabei spielt man nicht nur die Einsatzlaufbahn eines Piloten nach, sondern muss auch auf strategischer Ebene Einsätze planen. Dabei müssen auf amerikanischer Seite die deutsche Flugzeug- und Waffenindustrie sowie die Luftwaffe ausgeschaltet werden, während auf deutscher Seite die Luftwaffe die Überlegenheit im eigenen Luftraum wiederherstellen und Bombenangriffe verhindern muss. Zusätzlich muss der Spieler auf Seiten der Luftwaffe die Produktion von Flugzeugen, Waffen, Munition und Treibstoff aufrechterhalten und kann den Nachschub an den bevorzugten Flugzeugtyp anpassen.
Als Simulation des Fliegens ist das Spiel wenig realistisch, da damals auf Heim-PCs kaum genug Rechenleistung zur Berechnung des Flugverhaltens zur Verfügung stand.
Zu den Beratern für das Handbuch, dort im Speziellen zu eingesetzten Taktiken und Flugzeugtypen, gehörte unter anderem der deutsche Jagdflieger und spätere Luftwaffengeneral Walter Krupinski.

## Flugzeugauswahl
Zur Auswahl stehen folgende Flugzeugtypen:

### US Army Air Forces
- B-17F Flying Fortress
- B-17G Flying Fortress
- P-51B Mustang
- P-51D Mustang
- P-47C Thunderbolt
- P-47D Thunderbolt

Der Spieler kann sowohl die für strategische Bombardements eingesetzten „Fliegenden Festungen“ als auch die üblicherweise als Eskorte eingesetzten Jäger steuern. Dabei darf der Spieler an Bord der Bomber auch sämtliche MG-Positionen, sowie das Bombenvisier bedienen.

### Luftwaffe
- Messerschmitt Bf 109 G
- Focke-Wulf FW 190 A-8
- Messerschmitt Me 163 B „Komet“
- Messerschmitt Me 262 A-1a „Schwalbe“
- Gotha Go 229

Zu beachten ist, dass es sich bei den drei letzten Flugzeugtypen um Modelle handelt, die im Krieg nur in den letzten Monaten eingesetzt wurden (Me 163, Me 262) bzw. nur als Prototyp gebaut wurden (Go 229). Die dramatischen Neuerungen, die diese Typen aufgrund ihrer Düsen- und Raketenantriebe mit sich brachten, stehen im Mittelpunkt des Spiels.

## Technik
Das Spiel baut auf der Engine seiner beiden Vorgänger Their Finest Hour und Battlehawks 1942 auf und erweiterte diese technisch sehr stark. Landschaft und Gebäude wurden in Form untexturierter Polygone dargestellt. Flugzeuge und Grafikeffekte waren Rastergrafiken. Es wurden eigens Sprites für jede sichtbare Seite eines Flugzeugs gezeichnet. Eine ähnliche Technik fand in den ersten Teilen der Wing-Commander-Reihe Verwendung. Insgesamt war diese Technik zwar primitiver und „holpriger“ als etwa die des ebenfalls 1990 von Dynamix und Sierra veröffentlichten Red Baron, bot aber andererseits auch detaillierter dargestellte Flugzeuge, während frühe Echtzeit-3D-Engines häufig an klobig dargestellten untexturierten Objekten krankten. Allerdings war es bei SWOTL nicht möglich, das eigene Flugzeug von außen zu betrachten. Genau wie sein Rivale bot allerdings auch SWOTL eine Möglichkeit, den Einsatz zu filmen und sich hinterher erneut anzuschauen.
Die akustische Präsentation des Spiels bot Unterstützung für AdLib und Soundblaster, wodurch eine damals recht brauchbare Geräuschkulisse zustande kam. Der nur in den Menüs zu hörende und von Michael Land komponierte Soundtrack variierte je nach gewählter Partei zwischen straffer Marschmusik und beschwingtem Jazz.

## Add-ons und Nachfolger
Im folgenden Jahr veröffentlichte Lucasfilm Games vier Zusatzdisketten, die jeweils ein neues Flugzeug und die dazugehörigen Missionen ins Spiel integrierten. Dies waren:
- Dornier Do 335 „Pfeil“
- Heinkel He 162 „Volksjäger“
- P-38 Lightning
- P-80 Shooting Star

Ein offizieller Nachfolger zu dem Spiel erschien zunächst nicht, da das Entwicklungsteam mit den X-Wing- und Tie-Fighter-Spielen beschäftigt war. Erst 2003 veröffentlichte Larry Hollands Entwicklungsstudio Totally Games mit Secret Weapons Over Normandy ein Spiel, das die Namensgebung wieder aufnahm. Allerdings stellte dieses Spiel eine eher actionlastige Flugsimulation dar, die sich sowohl spielerisch als auch von der Präsentation her stark an Microsofts im Jahr 2000 erschienenem Actionspiel Crimson Skies orientierte.
Neben diesem Spiel griff auch die ebenfalls 2003 erschienene Version 3 des Combat Flight Simulator das Spiel wieder auf. Neben einer ähnlichen Flugzeugauswahl bot das Spiel ebenfalls einen Strategiemodus, was die Fachpresse zu direkten Vergleichen mit dem in diesem Zusammenhang als „Klassiker“ bezeichneten SWOTL provozierte. Ein weiteres Spiel, welches sich auf nie in Serie gegangene Flugzeugtypen des Zweiten Weltkrieges konzentriert, ist das 2006 erschienene Il-2 Sturmovik: 1946, welches auch ausschließlich auf dem Reißbrett existente Flugzeuge wie die Ta 183 umfasste.
Von der Namensgebung und dem Konzept um „Geheimwaffen“ des Zweiten Weltkrieges ähnlich ist auch die Battlefield-1942-Erweiterung „Secret Weapons of WWII“.